# Битва при Атбарі
Бій при Атбарі — битва між англо-єгипетською коаліцією під командуванням Герберта Кітченера і махдистськими повстанцями Мухаммада Ахмада, що відбулася 8 квітня 1898 при річці Атбара. Бій став переломною точкою в завоюванні Судану Британією та Єгиптом.

## Битва
До 1898 коаліція британських і єгипетських збройних сил просунулася Нілом у Судан. Лідер махдистів халіф Абдуллах ібн Мухаммад наказав емірові Мухаммаду Ахмаду та його 10-тисячній армії Західного Судану підійти на північ до гирла річки Атбара, щоб вступити в бій з британською та єгипетською арміями на чолі з Гербертом Кітченером. До 20 березня Мухаммад Ахмад із групою воїнів-дервішів Османа Дігни розташувався на березі річки Атбара за 32 км від британського форпосту у Форт-Атбарі. 4 квітня, переконавшись, що махдисти не бажають нападати, Кітченер із британською та єгипетською армією рушив до їхнього укріпленого табору біля міста Нахейла.

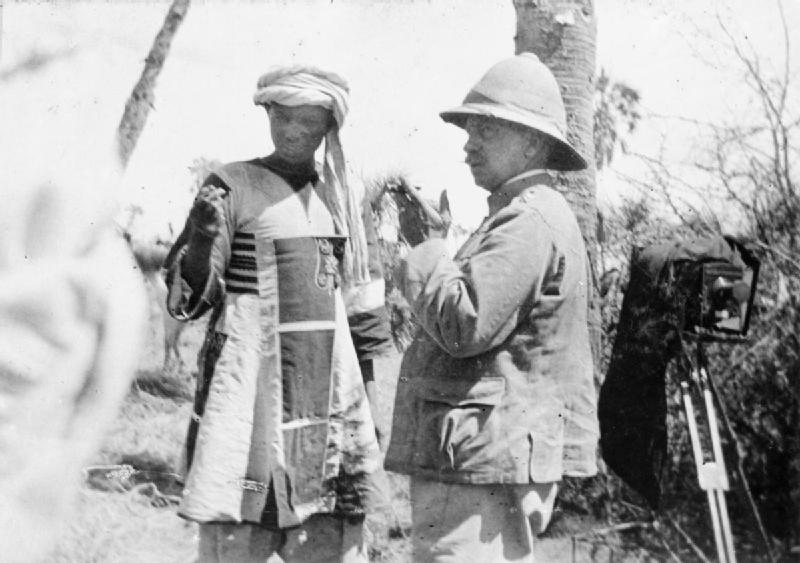
Переможений Емір Махмуд з директором британської військової розвідки Френсісом Вінгейтом після битви

8 квітня о 06:20 після короткого артилерійського бомбардування британська бригада на чолі з Вільямом Гатакром та дві єгипетські бригади на чолі з Арчібальдом Хантером розпочали штурм табору махдистів. Незабаром британські та єгипетські війська увірвалися до табору, часто борючись врукопашну з воїнами-махдистами. Через 45 хвилин битва закінчилася: Осман Дігна повів кілька тисяч своїх воїнів на південь, тоді як більшість тих, хто залишився, були вбиті або захоплені в полон, включаючи Мухаммада Ахмада.